# Baranyakisfalud
Baranyakisfalud (horvátul: Branjina, németül: Kleindorf) falu Horvátországban, Eszék-Baranya megyében, a Drávaszögben. Közigazgatásilag Baranyabánhoz tartozik.

## Fekvése
Eszéktől légvonalban 29, közúton 44 km-re északra, községközpontjától 3 km-re északkeletre, Baranyában, a Drávaszög északi részén, a Báni-hegység északi lejtőin, Baranyabán és Nagybodolya között a magyar határtól 6 km-re fekszik.

## Története
Kisfalud első írásos említése 1227-ben „Kisfolud” alakban történt abban az oklevélben, melyben II. Endre király a Mátyás fia Pál és több baranyai várjobbágy közötti peres ügy elintézését helyben hagyja. 1314-ben „Kyusfolud” néven találjuk a pécsi káptalan oklevelében, melyben a káptalan előtt Krassómelléki Mihály és Gergely fia Dezső Kisfalud birtokot és a Gebárt és Felfalu közötti birtokrészt Sándor fiainak elörökítik. Az oklevél már említi Szűz Máriának szentelt kápolnáját is. 1424-ben „Kysfolud”, 1470-ben „Kysfalwd” alakban találjuk a korabeli oklevelekben. Bodolya mezővárosához és vele együtt Valpó várához tartozott. A 15. és 16. században birtokosai a Maróti, a Geréb és a Perényi családok voltak. 1526-ban a közelgő háborús vész hatására elnéptelenedett, majd újratelepült. 1543-ban a Mohácsi szandzsákon belül a Baranyavári náhije része lett. Az 1591-es török adókönyvben a falu „Kisfalva” néven 6 adózóval szerepel, a nevek alapján tiszta magyar lakossággal. A térség 1687-ben szabadult fel a török uralom alól.
A felszabadítás után a bellyei uradalom része lett, melyet hadi érdemeiért királyi adományként Savoyai Jenő herceg kapott meg. Savoyai Jenő halála után a bellyei uradalom felett az Udvari Kamara vette át az irányítást, majd 1780-ban a Habsburg–család Tescheni („hadvezéri”) ágához került, amely egészen az Osztrák–Magyar Monarchia 1918-ban történt széthullásáig volt a birtokosa. 1690 után előbb szerbek, majd 1712 és 1723 között dunai svábok települtek be. Egyházilag 1773-ig Lőcs, majd 1789-ig Baranyavár, azután 1873-ig Baranyabán filiája, azóta önálló plébánia. 1858-ban épült Sarlós Boldogasszony tiszteletére szentelt temploma. Többségében németek lakták, de a horvát és a szerb népcsoport száma sem volt elhanyagolható.
A trianoni békeszerződésig Baranya vármegye Baranyavári járásához tartozott. Az első világháború után az új szerb-horvát-szlovén állam, majd később (1929-ben) Jugoszlávia része lett. Nevét a délszláv hatóságok Kisfaludról Branjinára szlávosították. 1941 és 1944 között ismét Magyarországhoz tartozott, majd a háború után ismét Jugoszlávia része lett. A háború idején plébánosa Joannes Konradt német származású pap volt, aki szimpatizált az akkor hivatalos német náci politikával, és támogatta a Volksbundot is. A második világháború végén a németek elmenekültek a titóista partizánok elől. Ekkor újra Jugoszlávia része lett, s a németek helyére 1946-ban szerbek és elsősorban a horvát Zagorje területéről horvátok érkeztek. 1991 óta a független Horvátországhoz tartozik. 1991-ben 633 lakosának etnikai összetétele a következő volt: horvát 289 fő (46%), szerb 219 fő (34%), magyar 7 fő (1%), egyéb 118 fő (19%). A horvátországi háború elején szerb megszállás alá került, és a horvátok menekültek el, majd a horvát erők győzelme után a szerbek költöztek el Szerbiába. A településnek 2011-ben 803 lakosa volt.

## Gazdaság
A településen hagyományosan a mezőgazdaság, az állattartás és a szőlőtermesztés képezi a megélhetés alapját.

## Nevezetességei
- Szent Miklós püspök tiszteletére szentelt szerb parochiális temploma[7] 1796-ban épült késő barokk stílusban. Egyhajós épület félköríves apszissal és a főhomlokzat feletti karcsú harangtoronnyal. A templom csehsüvegboltozatos, szentélye félkupolás. A templomot téglából építették és nyeregtető, a harangtornyot barokk toronysisak fedi. A templom körül magas, falazott kerítés áll. A templombelsőt az 1820-as években alakították ki klasszicista stílusban, bár egyes ikonok (Az Istenanya és Krisztus) még 18. századiak. Ikonosztázán 24 ikon található, többségük az 1820-as években készült a tradicionális ikonfestés elemeivel. A fából faragott két szószék márványborítású, elülső oldalukon Krisztus életéről és csodáiról szóló két ikonnal. A hierarchia trónja a hajó déli fala mellett helyezkedik el, míg az északi fal mellett áll az Istenanya trónja. A híveknek szóló padokat klasszicista stílusban készítették.
- A Sarlós Boldogasszony tiszteletére szentelt római katolikus plébániatemploma 1858-ban épült.
- A Studenac egy ortodox kápolna[8] az Isten legszentebb anyjának szentelt víz forrásánál, mely a Báni-hegységnek a település feletti részén található. A kápolna egy kút fölé épült, amelyből a tövében lévő kúton keresztül víz folyik ki. A forrásról azt tartják, hogy bárki, aki a forrásból iszik vagy megmossa magát a vízével, megmenekül a betegségektől.

## Kultúra
KUD „Bijeli ljiljani” kulturális és művészeti egyesület. Célja a népi hagyományok ápolása különös tekintettel a horvát Zagorje táncaira.

## Oktatás
A településen ma a baranyabáni általános iskola négyosztályos alsó tagozatos területi iskolája működik. A falu első iskolaépülete 1797-ben épült és a tanítás mellett tanítói lakás céljára is szolgált. Első tanítója az újbányai születésű Sterl Ferenc volt, aki a kántori feladatokat is ellátta.

## Sport
Az NK Davor Branjina labdarúgócsapata a megyei 3. ligában szerepel.

## Egyesületek
- DVD Branjina önkéntes tűzoltó egyesület.
- UŽ „Orhideja” nőegyesület. Az egyesület célja minden ember és a nemek közötti egyenlőség elérése, a foglalkoztatás feltételeinek megteremtése, a családi kapcsolatok javítása, a gyermekek gondozása, az idős emberek és a fogyatékosok segítése, valamint a kulturális és sportszükségletek javítása a településen.
- LD „Zec” vadásztársaság